# 内容管理系统
内容管理系统（英語：content management system，缩写为 ）是指在一个合作模式下，用于管理工作流程的一套制度。该系统可应用于手工操作中，也可以应用到电脑或网络裡。作为一种中央储存器（central repository），可将相关内容集中储存并具有群组管理、版本控制等功能。版本控制是内容管理系统的一个主要优势。
内容管理系统在物品或文案或数据的存储、掌管、修订（盘存）、语用充实、文档发布等方面有着广泛的应用。现在流行的开源CMS系统有WordPress、Joomla!、Drupal、Xoops、CmsTop等。

## 概述
内容是任何类型的数字信息的结合体，可以是文本、图形图像、Web页面、业务文档、数据库表单、视频、声音、XML文件等。应该说，内容是一个比数据、文档和信息更广的概念，是对各种结构化数据、非结构化文档、信息的聚合。管理就是施加在“内容”对象上的一系列处理过程，包括收集、存储、审批、整理、定位、转换、分发、搜索、分析等，目的是为了使“内容”能够在正确的时间、以正确的形式传递到正确的地点和人。
内容管理可以定义为：协助组织和个人，借助信息技术，实现内容的创建、储存、分享、应用、检索，并在企业个人、组织、业务、战略等诸方面产生价值的过程。而内容管理系统就是能够支撑内容管理的一种工具或一套工具的软件系统。
内容管理系统的定义可以很狭窄，通常是指门户或商业网站的发布和管理系统；定义也可以很宽泛，个人网站系统也可归入其中。Wiki也是一种内容管理系统，Blog也算是一种内容管理系统。

## 特點
- 有利於為數眾多的人員協同作業的資料；
- 以類似人力資源職位管理的方式，根據使用者的角色控制他们對於資料、權限。比如Joomla 1.6中，就可以讓不同的使用者在網站文章的撰寫、修改、審核發布等方面，具有不同的權限，或者讓指定使用者檢視或管理指定的欄位或内容資料；
- 有助於快捷簡便地儲存資料及搜尋；
- 資料的重複建置工作；
- 降低工作報告寫作的難度；
- 加强使用者間的交流；
- 加強使用者確認他們群組、角色；

## 参閱
- 內容管理系統列表

## 外部連結
- 中的“Content Management Systems”